# Sterrenstelsel

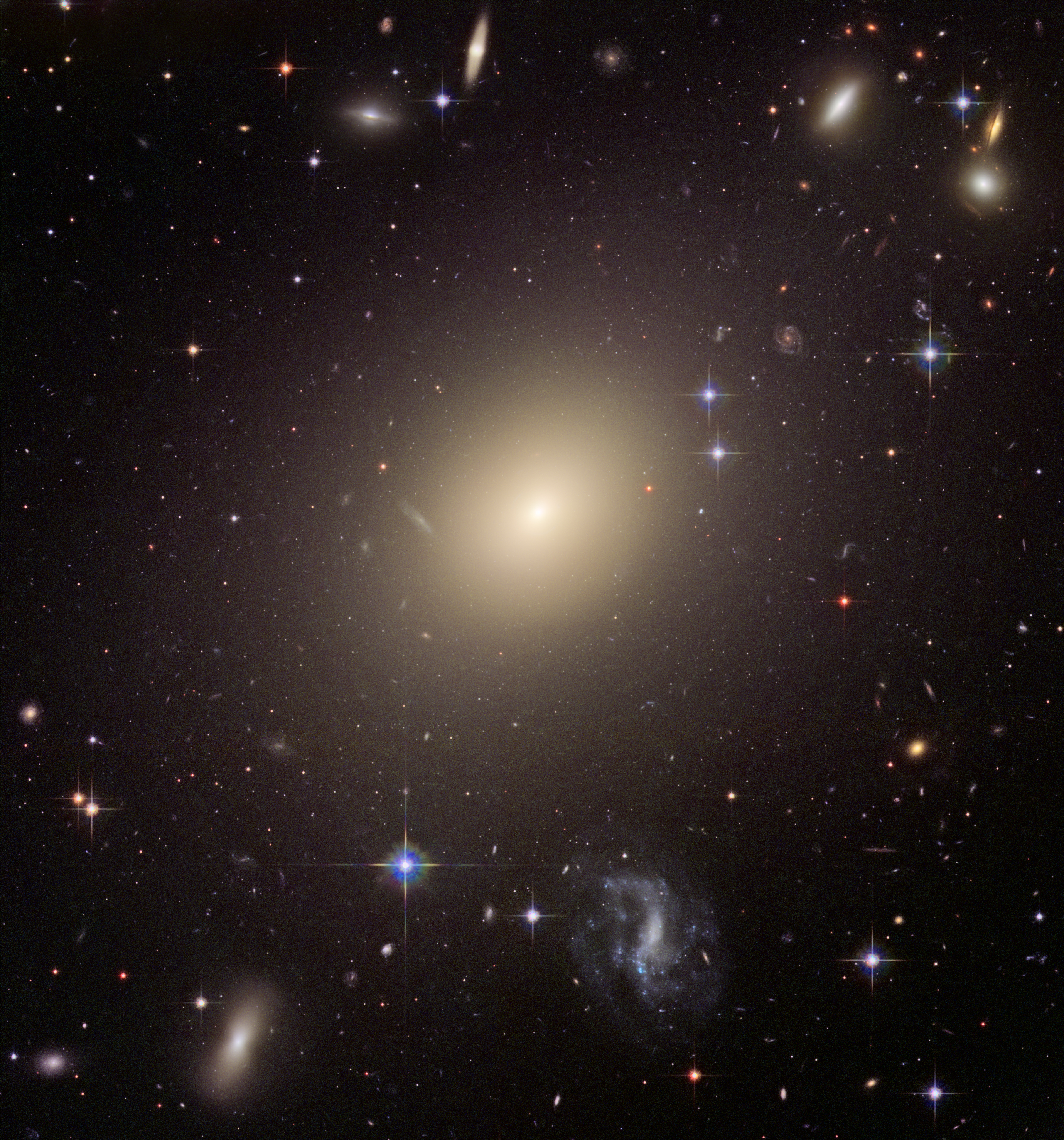
Een elliptisch sterrenstelsel in de cluster Abell S740 te midden van verschillende typen sterrenstelsels

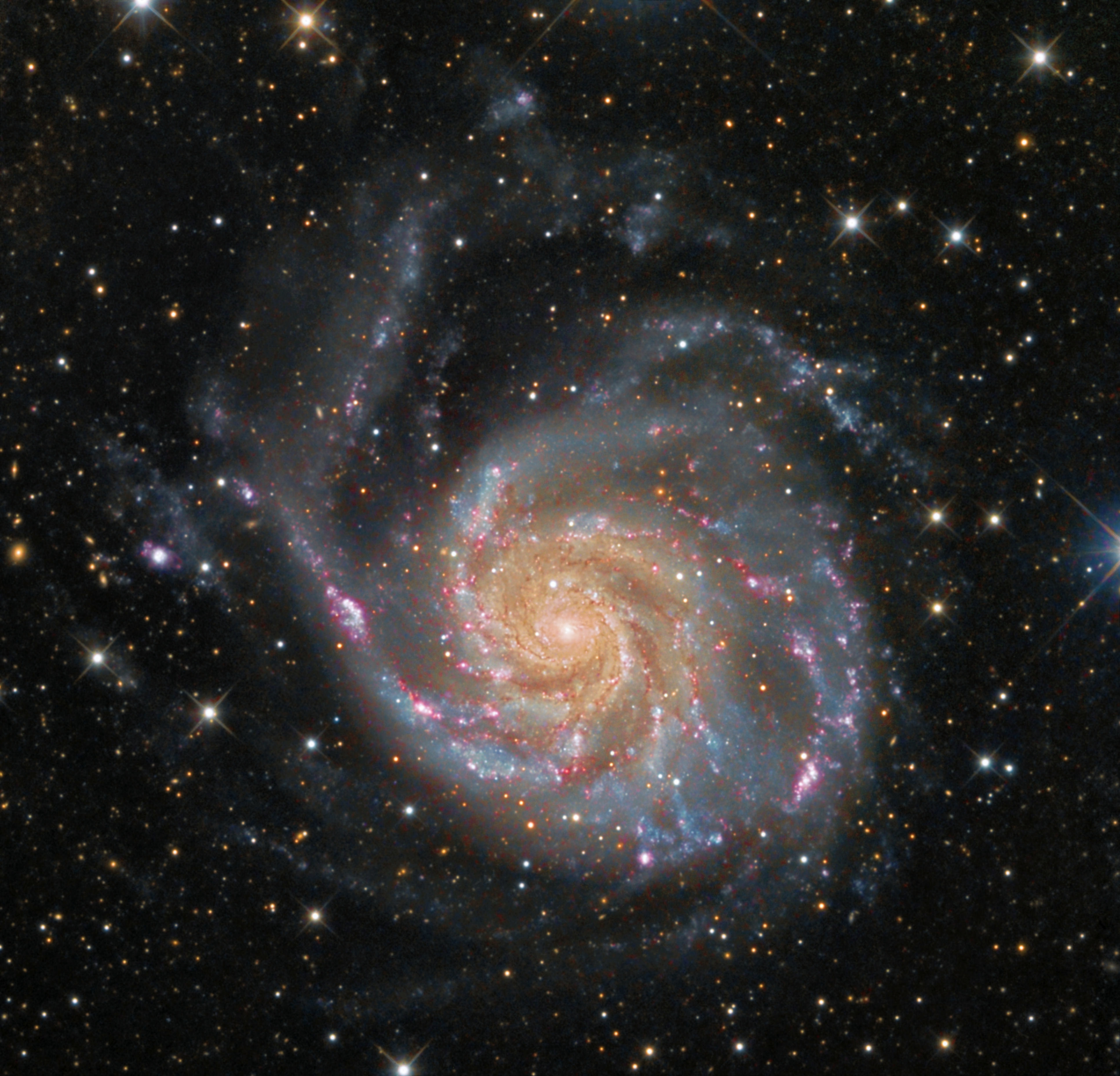
Een spiraalvormig sterrenstelsel, het Windmolenstelsel (Messier 101)

Een sterrenstelsel (soms ook melkwegstelsel zonder hoofdletter M, zie verderop) is een grote verzameling sterren die door de eigen zwaartekracht bij elkaar gehouden wordt.
De diameter van de meeste sterrenstelsels is tussen 3.000 en 300.000 lichtjaar. Het aantal sterren varieert van 108 in dwergstelsels tot 1014 in reuzenstelsels.
In elk sterrenstelsel is ook gas, stof en (vermoedelijk) grotendeels donkere materie en donkere energie aanwezig. De sterren, het gas en de stof kunnen waargenomen worden. Donkere materie is nog niet direct waargenomen maar waarschijnlijk aanwezig omdat het de verdeling en beweging van de overige drie verklaart.
Een elliptisch sterrenstelsel bevat doorgaans weinig stof en gas en bestaat dus voornamelijk uit sterren.
Spiraalvormige sterrenstelsels hebben een spiraalvormige schijf met in het centrum een bolvormige structuur, en daaromheen een bolvormige halo waarin de zwaartekracht ook nog invloed heeft.
Volgens de berekeningen in 2016 telt het heelal minstens twee biljoen sterrenstelsels.

## Melkweg, nevels en sterrenstelsels

### De Melkweg

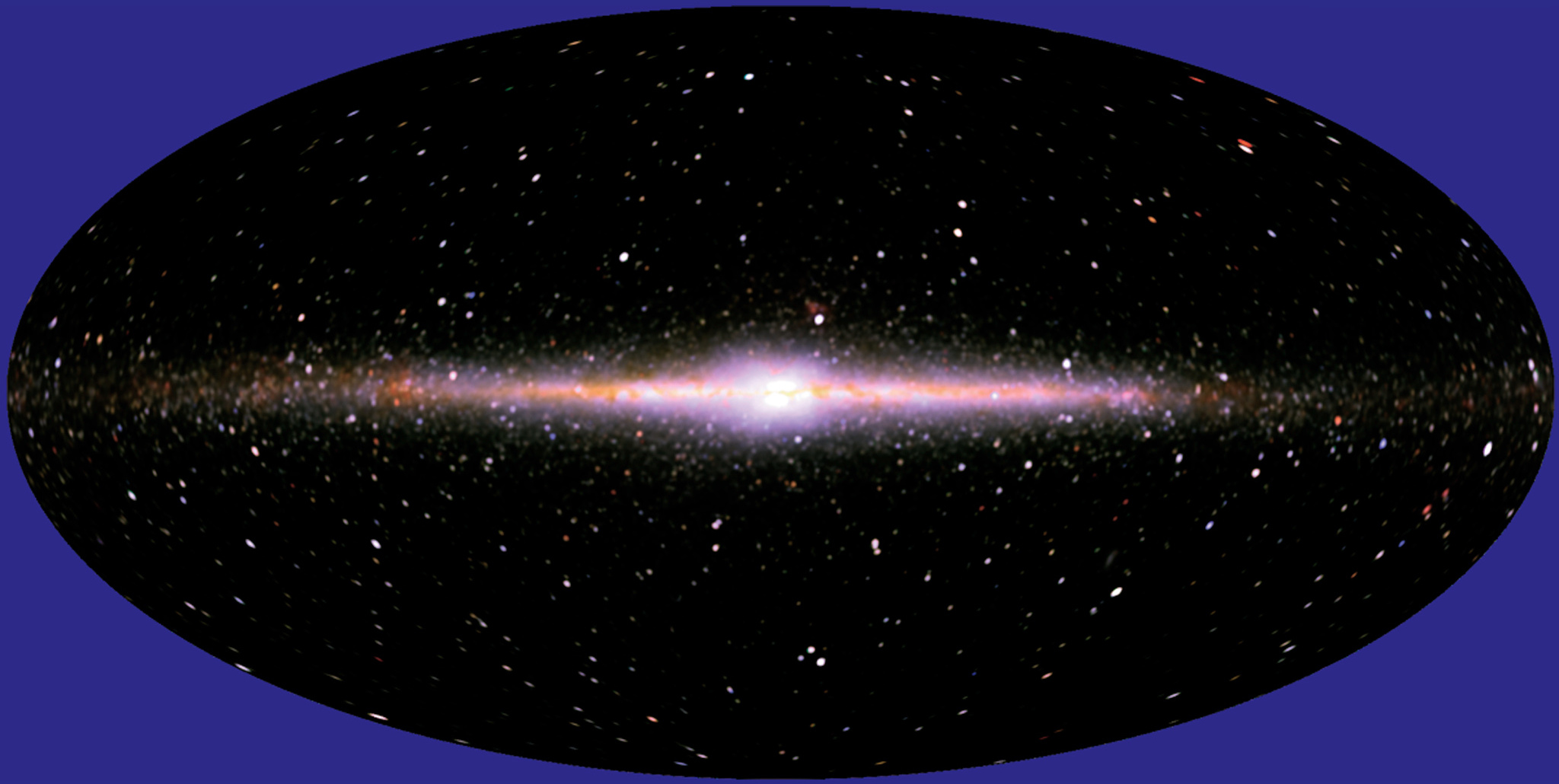
De Melkweg gemeten door COBE bij 1,25, 2,2 en 3,5 µm

Als men de hemel op een donkere nacht zonder lichtvervuiling met het blote oog bekijkt, is een strook van dicht op elkaar staande sterren te zien. Doordat deze strook wat op een vloeistof lijkt, noemden de Oude Grieken haar γαλαξίας (galaxias), wat vertaald wordt als de Melkweg. Men wist niet wat ze werkelijk voorstelde en daarom werd de Melkweg gemythologiseerd, hoewel onder meer Democritus (450–370 v.Chr.) en Aristoteles (384–322 v.Chr.) al speculeerden dat ze een opeenhoping van sterren was. In 1750 speculeerde Thomas Wright dat de Melkweg een platte schijf met sterren was.
De Melkweg is het sterrenstelsel waar de Aarde en de Zon zich in bevinden. Hij heeft de vorm van een enorme schijf, die vanuit de Aarde gezien vanaf de zijkant in beeld is, waardoor de sterren dichter opeen lijken te staan. De Melkweg is alleen goed te zien bij een donkere hemel, wat in Nederland, vooral in de Randstad, en in grote delen van België niet voorkomt, als gevolg van de lichtvervuiling. Daar het zonnestelsel zelf deel uitmaakt van de Melkweg, is er vanaf de Aarde slechts een deel te zien.

### Nevels en sterrenstelsels
Claudius Ptolemaeus (87-150) maakte al gewag van nevels. Pas door de grote Perzische astronoom Abd-al-Rahman Al Sufi (903-986) wordt het bestaan van deze nevels bevestigd, concreet de Andromedanevel en de Grote Magelhaense Wolk. De kennis ging echter verloren en pas in 1503–4 (Amerigo Vespucci) en 1519 (Ferdinand Magellaan) worden de Magelhaense wolken en in 1612 (Simon Marius) de Andromedanevel herontdekt.
Thomas Wright dacht ook dat de nevels in feite losse "melkwegen" waren van de Melkweg. Volgens Immanuel Kant (1724–1804) betekende dit dat de nevels een soort "eilandwerelden" waren die helemaal op zichzelf stonden.
De astronoom William Parsons (1800–1867) gebruikte als eerste de term spiraalnevel voor de nevels die hij bestudeerde. Deze duidelijke structuur onderscheidde hen van andere nevels, en daardoor ging men ook steeds meer spreken van "stelsels". Parsons besefte echter nog niet dat de Melkweg waarin de Aarde zich bevindt een soortgelijk stelsel was en dat de stelsels die hij bestudeerde op grote afstand buiten de Melkweg liggen, zoals Wright en Kant al dachten. Pas in 1923 werd door Edwin Hubble aangetoond dat deze spiraalnevels sterrenstelsels waren die buiten de Melkweg liggen. Sindsdien worden andere sterrenstelsels dan de Melkweg extragalactische stelsels of ook wel melkwegstelsels (zonder hoofdletter M) genoemd om de vergelijking te kunnen maken, maar omdat dit juist (vooral in spreektaal) tot verwarring kan leiden tussen "ons Melkwegstelsel" en "andere melkwegstelsels", tracht men tegenwoordig vooral het woord sterrenstelsel te gebruiken, dat weer onderscheiden wordt van een planetenstelsel (zoals het zonnestelsel). Het woord sterrenstelsel is een uniek Nederlands woord om de Melkweg en andere stelsels te beschrijven, waar andere talen daarvoor een aangepaste vorm van het Griekse galaxias gebruiken (galaxie (Duits en Frans), galaxy (Engels) enz.) voor sterrenstelsels in het algemeen en een vertaling van galaxias voor het Melkwegstelsel (Milchstraße (Duits), Milky Way (Engels), Voie lactée (Frans) enz.).
De Andromedanevel in het gelijknamige sterrenbeeld laat zien hoe de Melkweg er ongeveer uitziet. M51 in de Jachthonden (Canes Venatici) geeft een bovenaanzicht.

## Typen sterrenstelsels

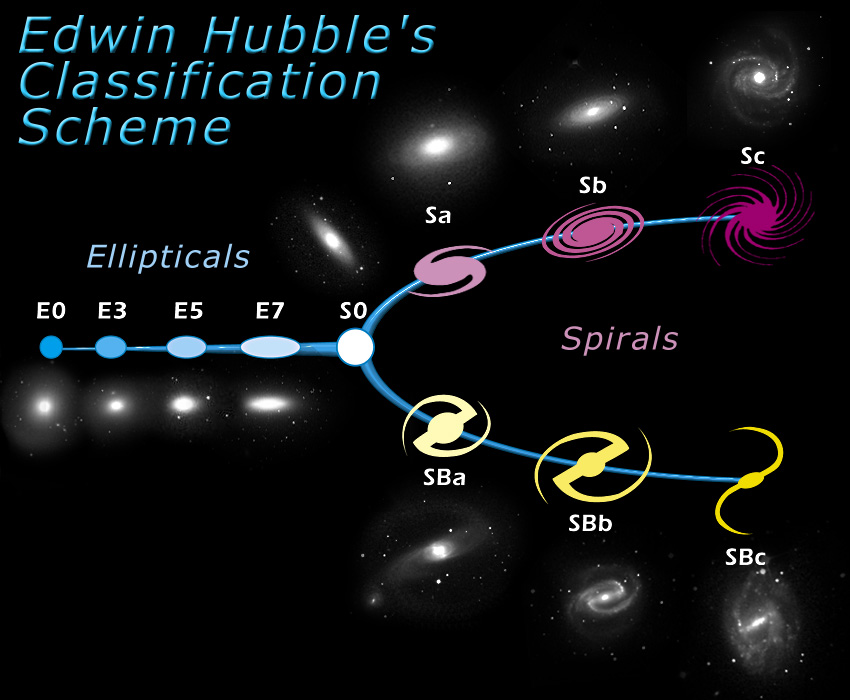
Indeling van sterrenstelsels volgens Hubble

De astronoom Edwin Hubble bedacht een systeem om de verschillende vormen van sterrenstelsels in te delen. Het systeem kent drie hoofdgroepen:
- E: elliptische stelsels, variaties van E0 voor bolvormig tot E7 voor langgerekt; deze bevatten weinig nieuwe sterren, stervorming en gas. Elliptische stelsels zijn ontstaan door het samensmelten (merging) van spiraalvormige stelsels.
- S: spiraalstelsels, variaties van Sa voor strak gewonden spiraal tot Sc voor los gewonden spiraal.
- SB: balkspiraalstelsels, variaties van SBa tot SBc, als boven.

Een lensvormig sterrenstelsel (S0) heeft eigenschappen tussen een elliptisch en een spiraalvormig sterrenstelsel. Daarnaast zijn er nog sterrenstelsels die niet aan bovenstaande vormen voldoen, deze worden Ir (van Irregular, onregelmatig): onregelmatige sterrenstelsels of Pec (van Peculiar, eigenaardig): peculiaire sterrenstelsels genoemd.

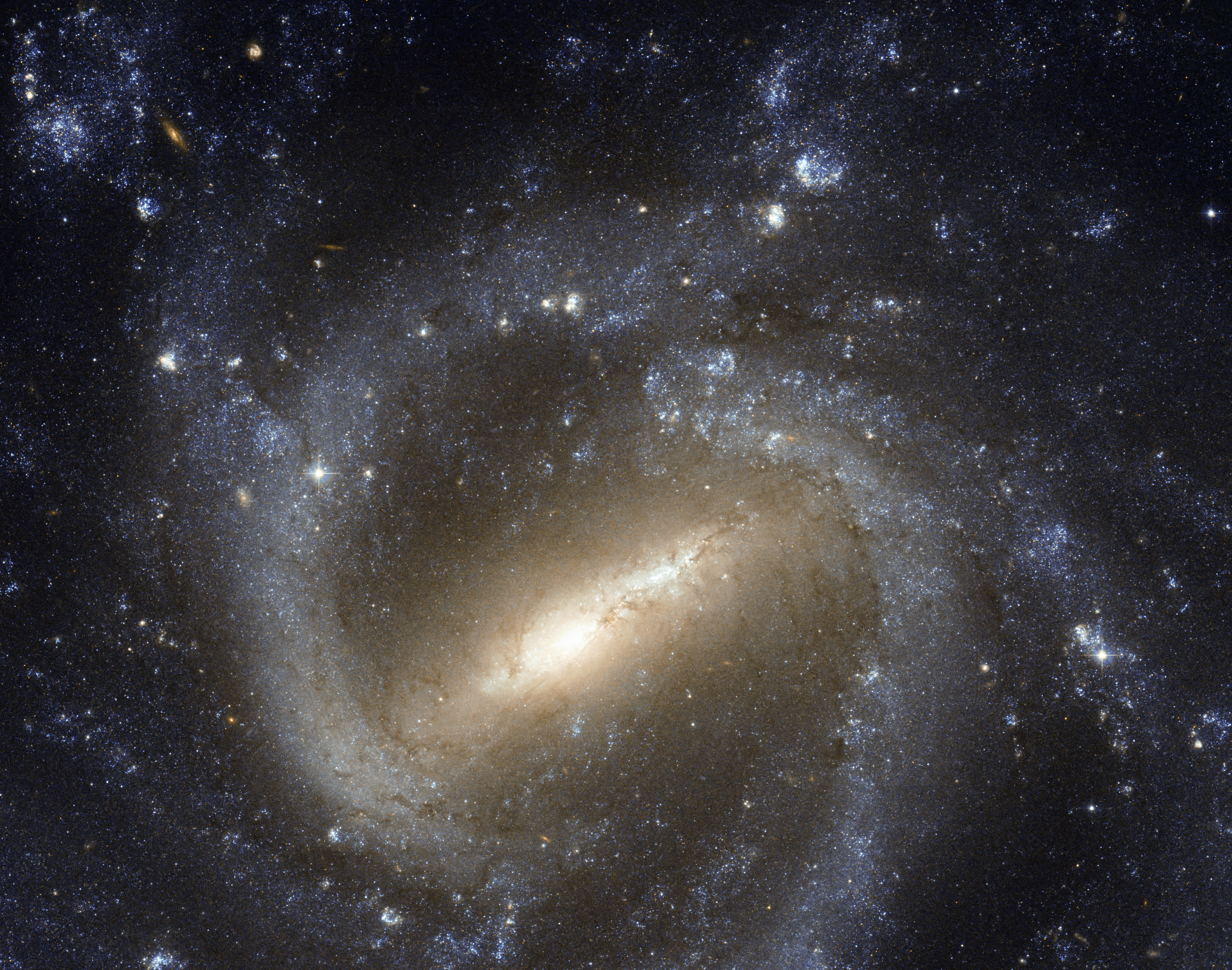
Een balkspiraalstelsel, NGC 1073

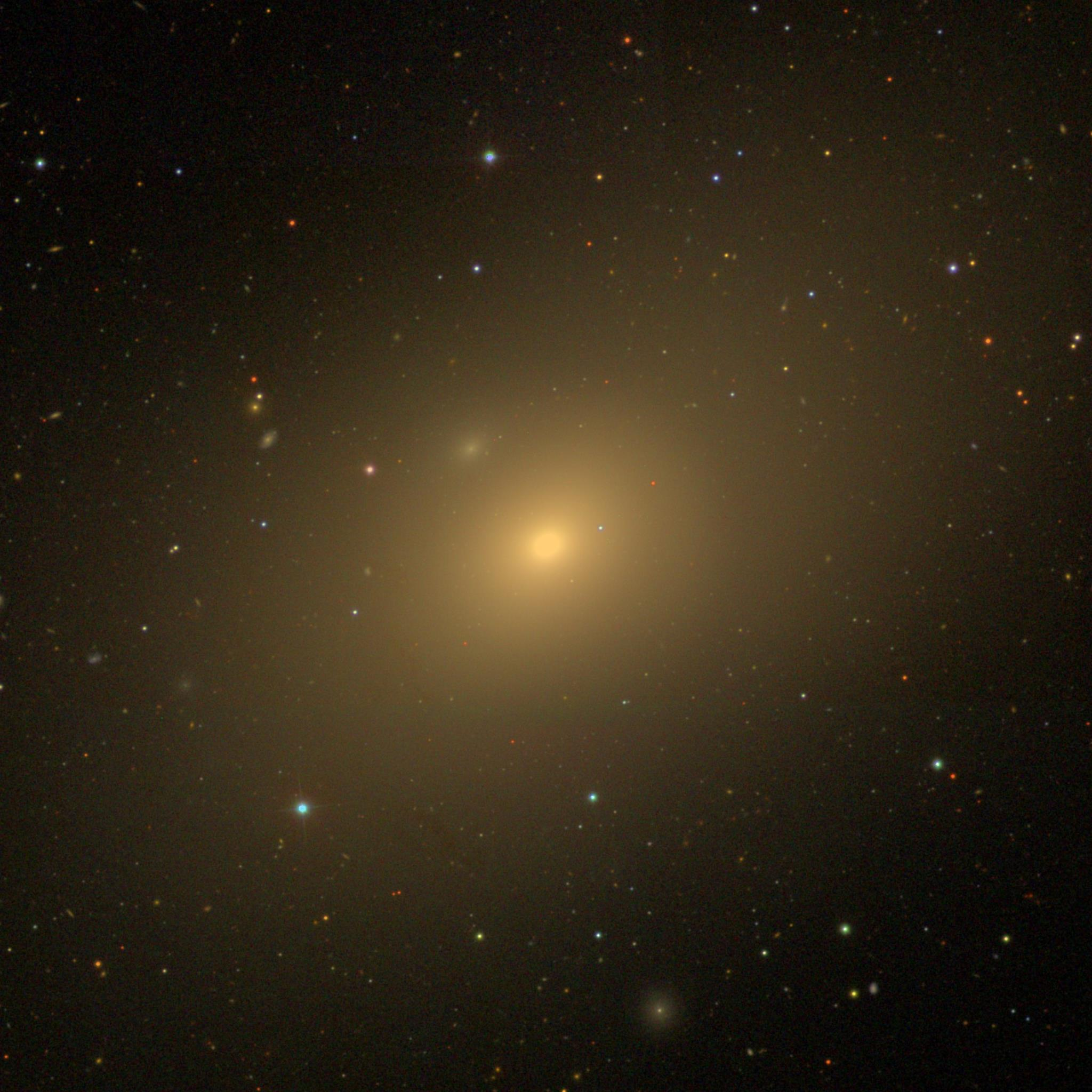
Een lensvormig sterrenstelsel, Messier 86

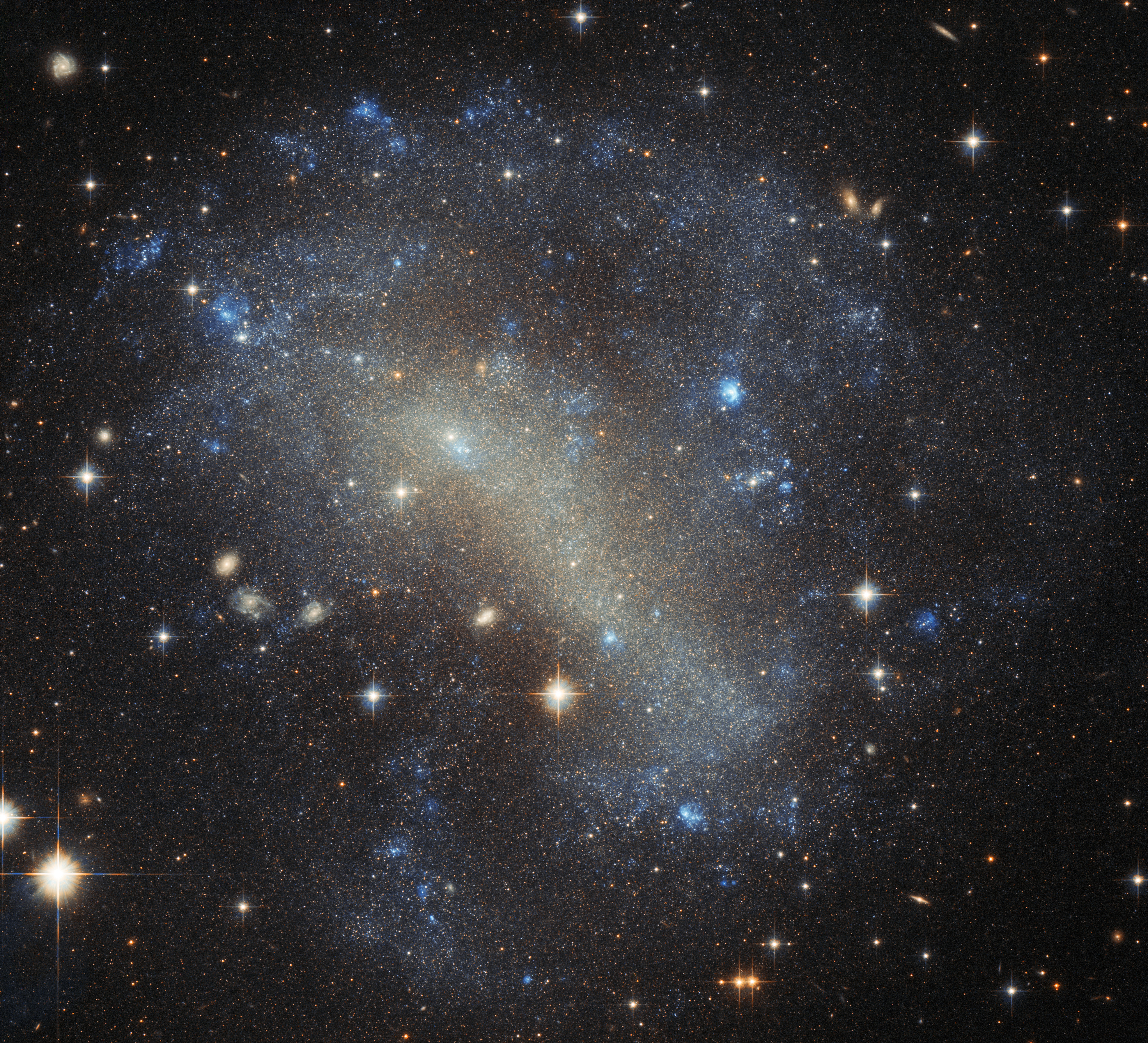
Een onregelmatig sterrenstelsel, IC 4710

Het systeem van Hubble is in 1959 uitgebreid door Gérard de Vaucouleurs door ook de aanwezigheid van ring-achtige structuren en de mate waarin de spiraal opgewonden is te beschrijven.
Het Yerkes-systeem van William Wilson Morgan uit 1958 is daarnaast gebaseerd op de gemiddelde spectraalklasse van de sterren, de 'kijkhoek' (recht van boven of op de zijkant) en de mate van concentratie. In dit systeem zou de Andromedanevel klasse kS5 zijn.
Grotere sterrenstelsels zijn vaak omgeven door een groot aantal dwergsterrenstelsels, die ook elliptisch, spiraalvormig, lensvormig, of onregelmatig kunnen zijn.
Sterrenstelsels die bij hun onderlinge beweging te dicht bij elkaar in de buurt komen vormen een interagerend sterrenstelsel en kunnen dan verschijnen als een peculiair sterrenstelsel. Dit kan leiden tot het samensmelten van sterrenstelsels. In een actief sterrenstelsel wordt in een klein gebied rond de kern zeer veel energie vrijgemaakt. Dit soort sterrenstelsels (AGN genoemd) bevat vaak een zwart gat en jets.

## Benaming van sterrenstelsels
Tienduizenden stelsels zijn intussen gecatalogiseerd. Slechts enkele hebben een naam gekregen, zij het niet officieel, bijvoorbeeld Andromedanevel, Magelhaense wolken, Draaikolknevel en Sombreronevel. Astronomen werken met catalogusnummers, gebaseerd op een eerder toevallige ordening van soms allerhande astronomische objecten in een aantal catalogi, zoals die van Messier of de
NGC (New General Catalogue) en de IC (Index Catalogues), de CGCG (Catalogue of Galaxies and of Clusters of Galaxies), de MCG (Morphological Catalogue of Galaxies), de
UGC (Uppsala General Catalogue of Galaxies) enz. De opvallendste stelsels figureren in haast al deze catalogi, telkens onder een ander volgnummer. Zo heeft de Messier 109, een spiraalnevel die het nummer 109 kreeg in de catalogus van Messier, ook de codes NGC 3992, UGC 6937, CGCG 269-023, MCG+09-20-044 en PGC 37617. Omdat men in de wetenschap doorgaans namen geeft aan de bestudeerde objecten, zelfs aan de kleinste, hebben de Belgische astrofysicus Gerard Bodifée en classicus Michel Berger in 2010 voorgesteld (in de Catalogue of Named Galaxies) om alvast aan duizend opvallende stelsels een naam in het Latijn (of gelatiniseerd Grieks) te geven, in overeenstemming met de binominale nomenclatuur die men in andere wetenschappen als biologie, anatomie, paleontologie en in andere domeinen van de astronomie als de Marsgeografie hanteert. Een van de argumenten is dat deze zo indrukwekkende verschijnselen beter verdienen dan ongeïnspireerde, haast ontluisterende codes. Nochtans zijn moderne astronomen niet gemakkelijk te overtuigen om mee te gaan in deze oude wetenschappelijke traditie.

## Het ontstaan van sterrenstelsels
Na de oerknal bestond de materie in het heelal alleen maar uit waterstof (H) en helium (He) en vooral donkere materie. Door kleine verschillen in de dichtheid van vooral de donkere materie begonnen concentraties van materie te ontstaan, protosterrenstelsels genaamd. Na een paar honderd miljoen jaar was er onder invloed van de zwaartekracht zoveel bij elkaar geklonterd dat er zich uit het gas sterren konden vormen.
Sterrenstelsels komen voornamelijk voor in groepen die clusters genoemd worden, en meestal bestaan uit 50 tot 1000 stelsels. Kleinere clusters worden groep genoemd; het Melkwegstelsel bevindt zich in de Lokale groep. Op hun beurt behoren clusters meestal tot superclusters.
Recent hebben onderzoekers ontdekt dat de meeste sterrenstelsels in het centrum waarschijnlijk een of meerdere superzware zwarte gaten hebben. Dergelijke stelsels worden actieve stelsels genoemd (mits het zwarte gat activiteit vertoont).
Het sterrenstelsel met de grootste afstand, MoM-z14, is in mei 2025 gevonden door de James Webb-ruimtetelescoop op 13,8 miljard lichtjaar van de zon. De vorige recordhouder was JADES-GS-z14-0.